# Pradelles-Cabardès
Pradelles-Cabardès è un comune francese di 156 abitanti situato nel dipartimento dell'Aude nella regione dell'Occitania.

## Società

### Evoluzione demografica
Abitanti censiti